# Oberleitungsbus San Francisco

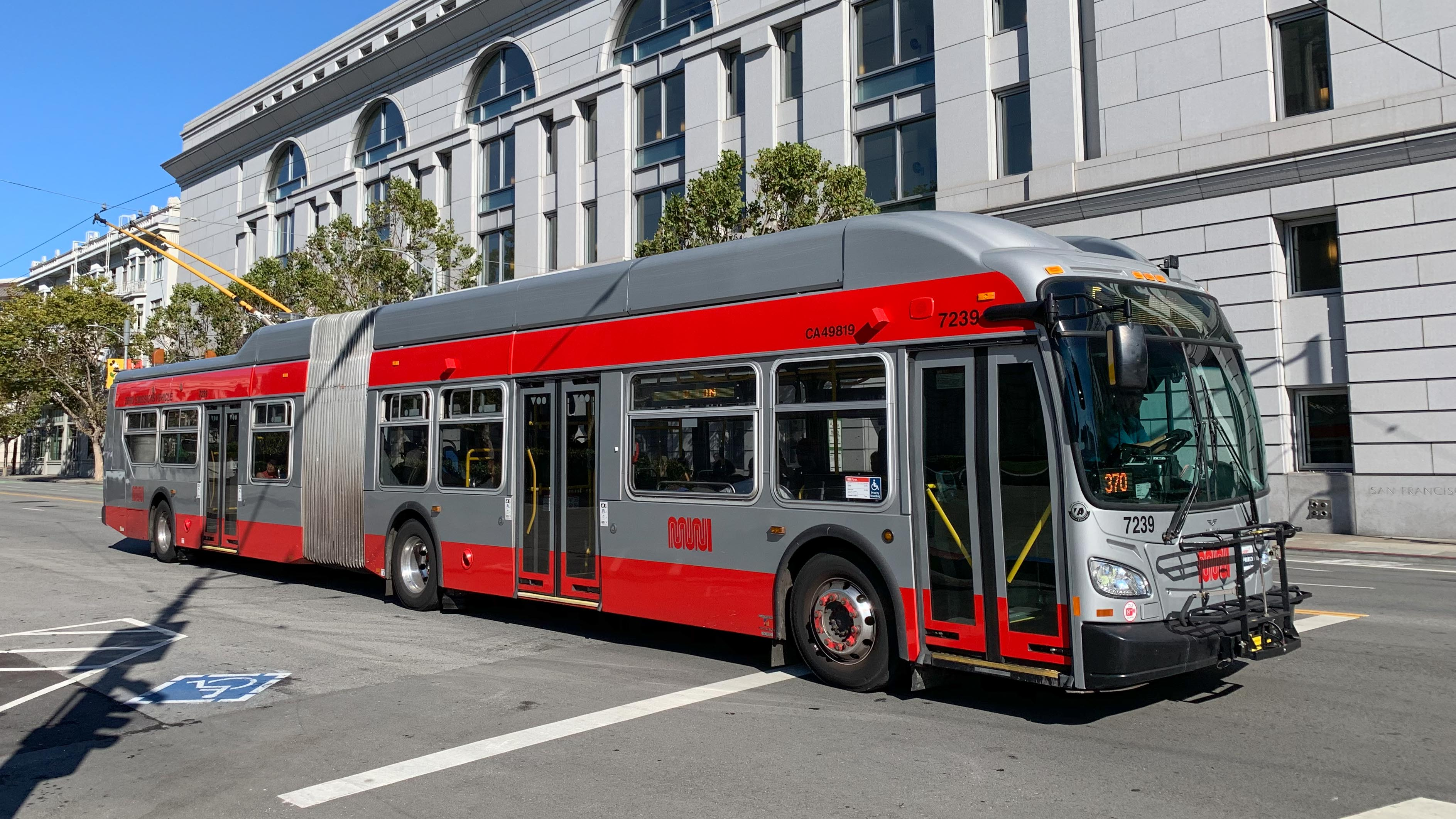
Ein Oberleitungsbus vom Typ New Flyer XT60 auf der Linie 5 Fulton, 2019

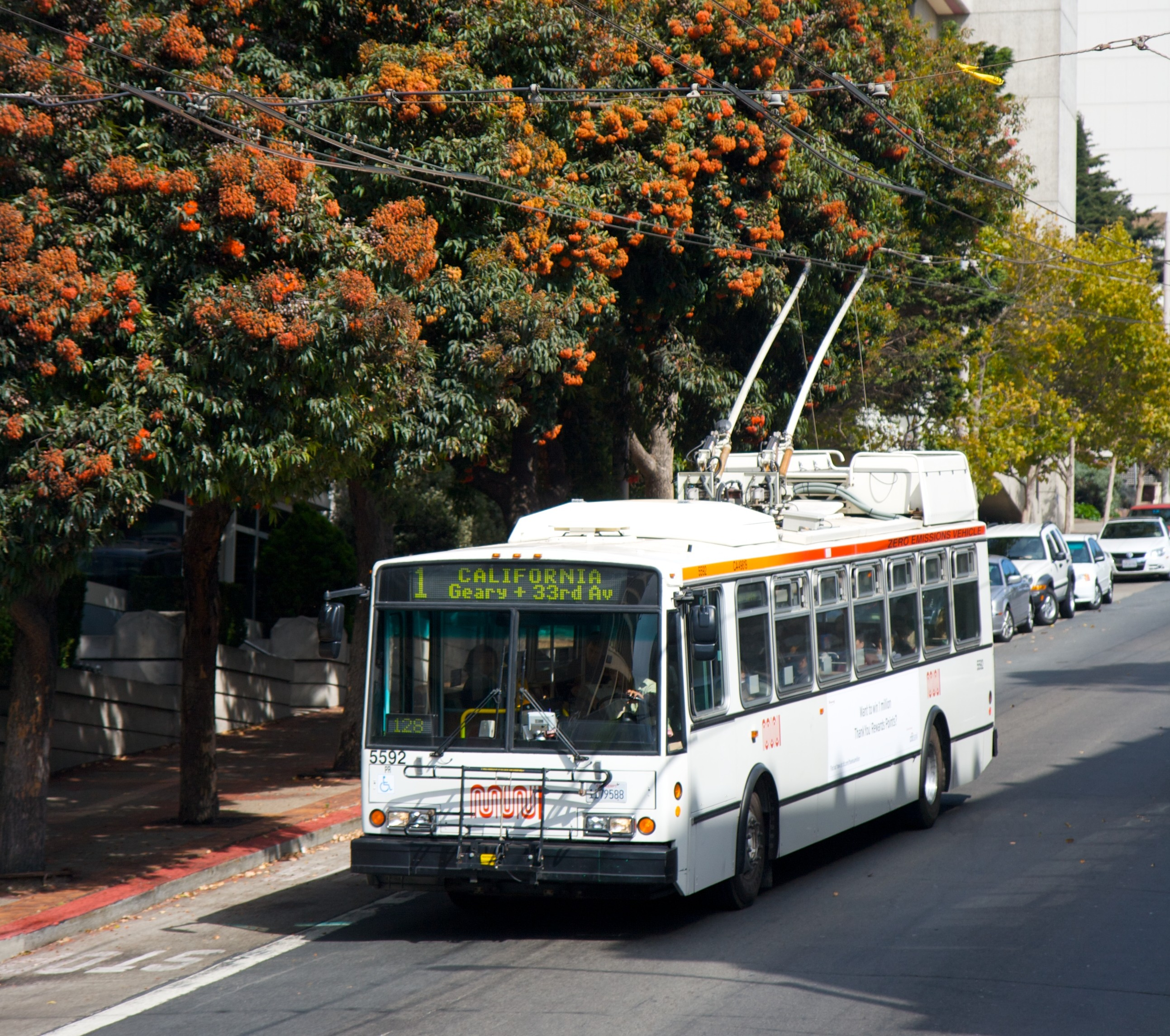
Ein Oberleitungsbus vom Typ ETI/Vossloh Kiepe 14TrSF auf der Linie 1 California im Jahr 2008

Der Oberleitungsbus San Francisco ist der Oberleitungsbus-Betrieb der Stadt San Francisco in den Vereinigten Staaten. Dort betreibt das Verkehrsunternehmen San Francisco Municipal Railway, kurz Muni, das nach dem Oberleitungsbus Athen/Piräus zweitgrößte Oberleitungsbus-Netz der westlichen Welt und eines von sechs in den USA. Der Betrieb wurde – noch von der Muni-Vorgängergesellschaft Market Street Railway – am 6. Oktober 1935 eröffnet, heute verkehren auf 14 Linien insgesamt 300 Fahrzeuge. Der Oberleitungsbus ergänzt die schienengebundenen Systeme Caltrain, Bay Area Rapid Transit, Muni Metro, die San Francisco Cable Cars und außerdem die Straßenbahnlinie F Market & Wharves, mit der er sich abschnittsweise die Oberleitung teilt. Eine Besonderheit des Betriebs sind die starken Steigungen, auf der Linie 24 ist beispielsweise eine 228 Promille steile Passage zu überwinden.

## Geschichte

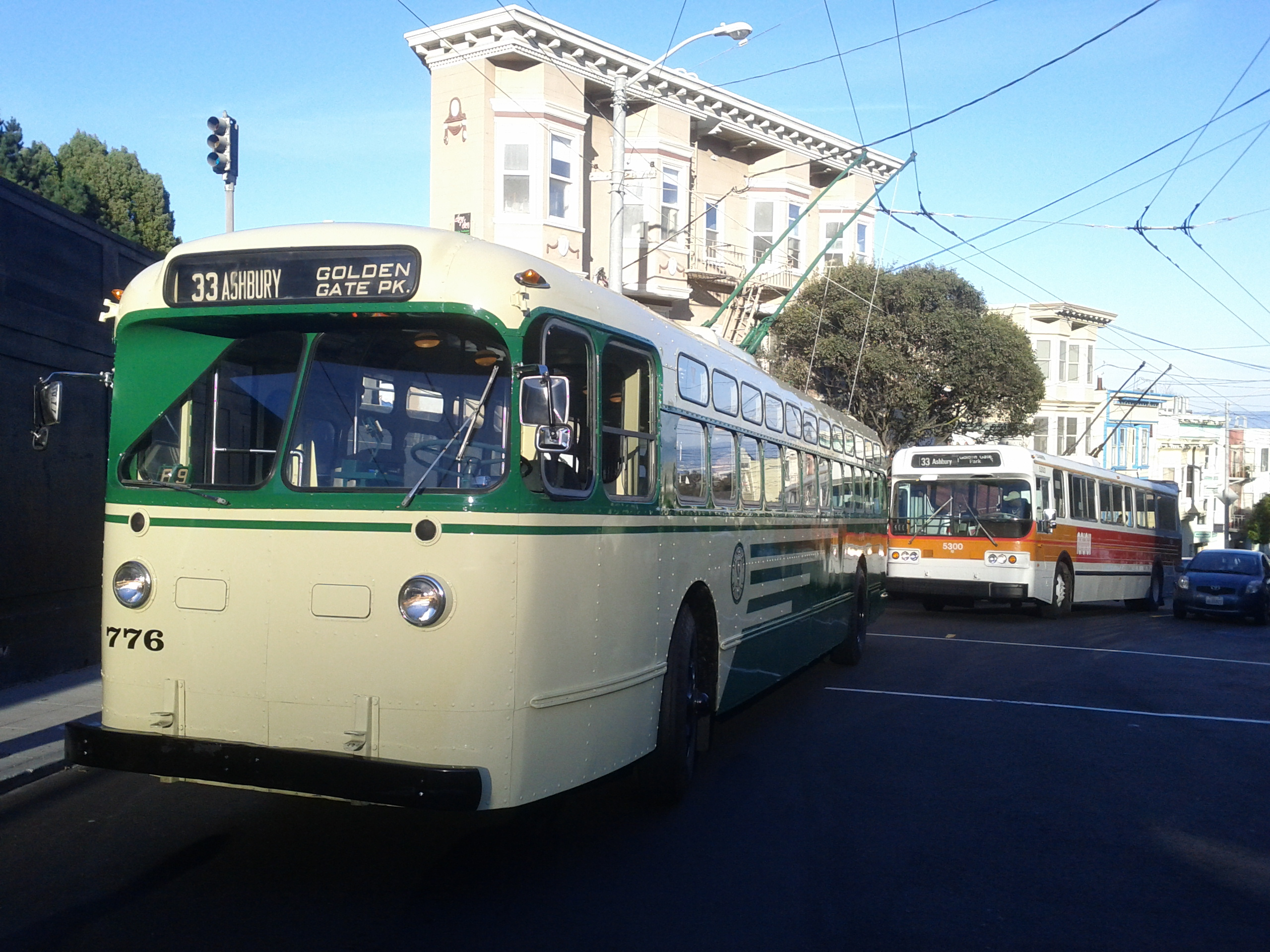
Der Marmon-Herrington-Museumswagen Nummer 776 im Jahr 2012

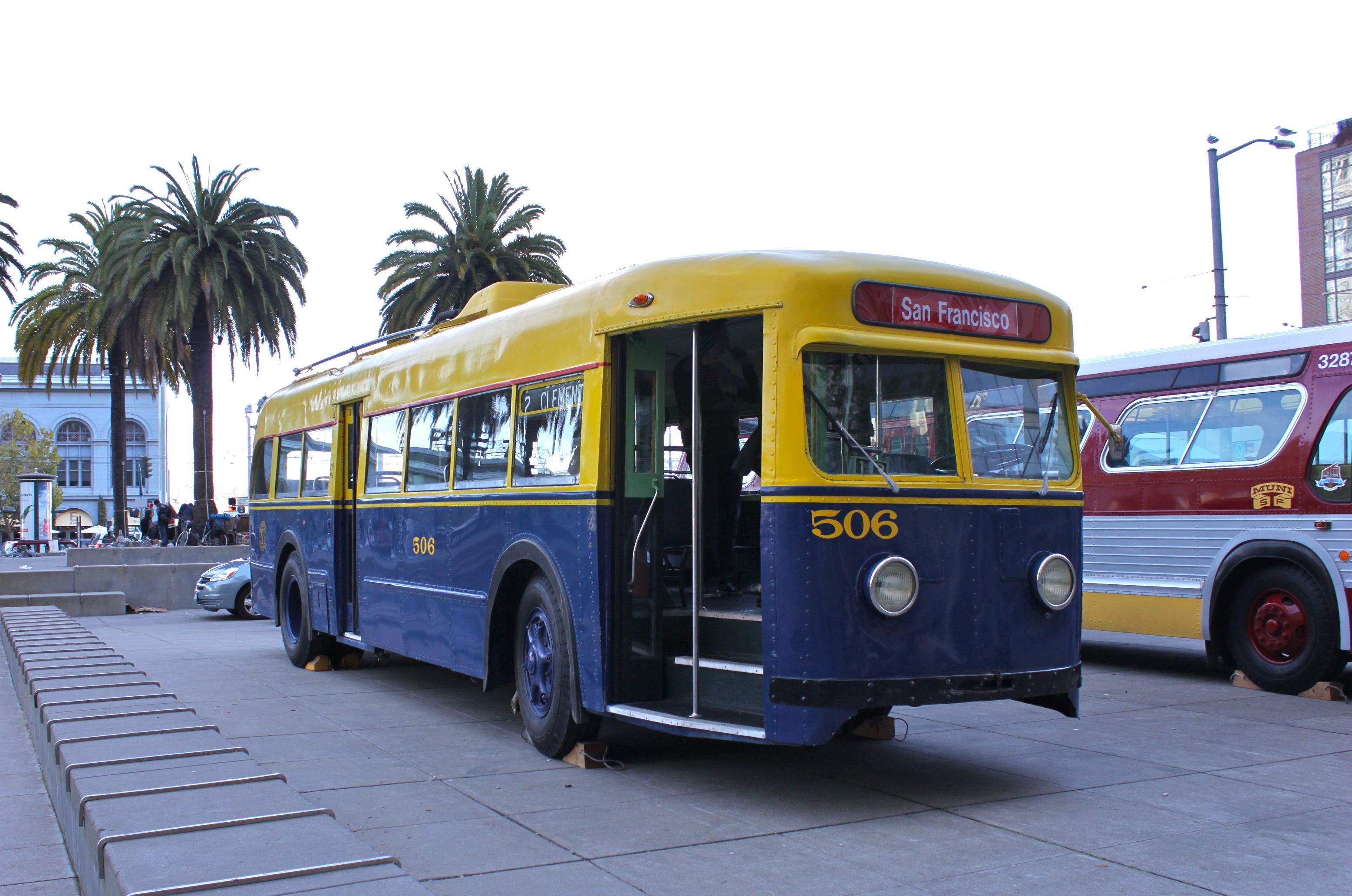
Der St.-Louis-Car-Company-Museumswagen 506 im Jahr 2012

Bereits 1931 gab die Eisenbahnkommission des Staates Kalifornien die Empfehlung ab, in San Francisco den Betrieb von Oberleitungsbussen aufzunehmen. Am 6. Oktober 1935 nahm dann die Market Street Railway die erste Linie, die Linie 33, in Betrieb. Noch heute verkehrt sie auf dem damaligen Linienweg. 1941 eröffnete die Muni mit der Linie R zwischen Army und Howard Street die erste eigene Oberleitungsbuslinie. Als die Market Street Railway 1944 von der Muni übernommen wurde, gingen deren Fahrzeuge samt Infrastruktur an letztere über. Die Muni hatte zur Eröffnung ihrer Linie 25 O-Busse von der St. Louis Car Company bestellt, von denen 15 kriegsbedingt erst 1947 in Betrieb gingen.
Zur Umstrukturierung der Muni ab 1947 gehörte auch die Umstellung von Straßenbahnlinien auf Oberleitungsbus, insgesamt wurden bis 1952 14 neue Oberleitungsbuslinien in Betrieb genommen. Deshalb wurde eine große Zahl von Fahrzeugen von Marmon-Herrington und Twin Coach beschafft. Bis 1952 stieg die Zahl der Oberleitungsbusse auf insgesamt 365 Wagen. Die kürzesten der Marmon-Herrington-Wagen schieden bereits 1960 wieder aus dem Bestand der Muni aus, weil nach der Eröffnung des Candlestick Park die Verstärkerfahrten zum Seals Stadium entfielen.

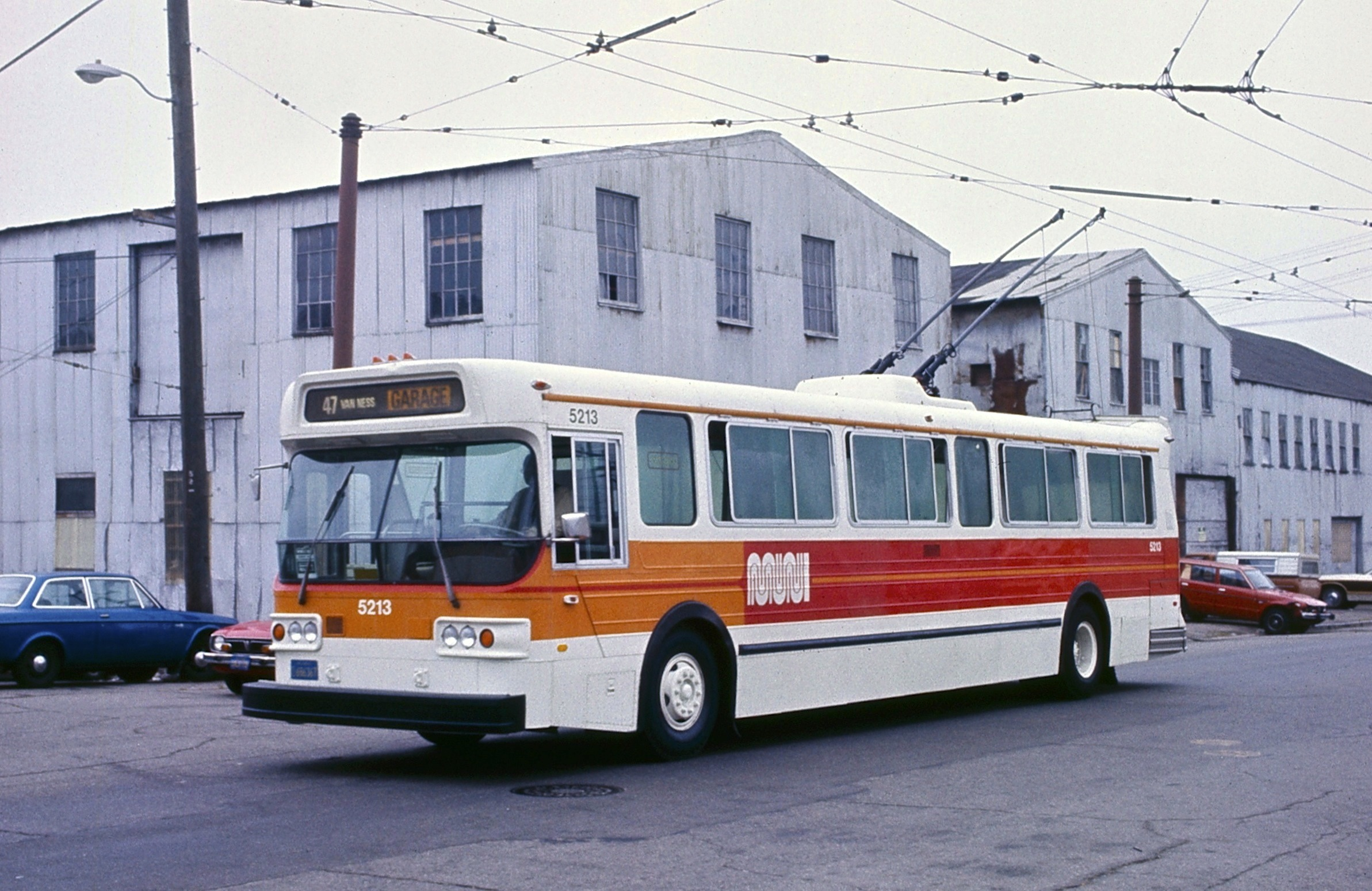
Ein Flyer E800 im Jahr 1983

In den folgenden Jahren drehte sich in San Francisco alles um den Bau der Bay Area Rapid Transit (BART) und der Market Street Subway. Durch die unebenen Straßenverhältnisse bei den Baustellen erlitten die Federungen der meisten Twin-Coach-Wagen Schäden und die Fahrzeuge wurden in andere Betriebshöfe verlegt. Um die in die Jahre gekommenen Oberleitungsbusse aus den 1940er Jahren zu ersetzen, wurden 1974 nach erfolgreichem Test zweier Prototypen 343 neue O-Busse des Typs E800 bei Flyer bestellt. Anfang der 1980er Jahre waren einige der Dieselbusse der Muni am Ende ihrer Lebenszeit angelangt, weshalb die Verfügbarkeit zunehmend mangelhaft war. Die Muni stellte daraufhin mehrere Linien – teils nach Anpassung der Route – auf Oberleitungsbus um. Zeitweise existierte mit der Linie 82 sogar ein Shuttle in der Innenstadt, der mit O-Bussen als Ersatz für Dieselbusse gefahren wurde. Im Zuge dieser Modernisierungswelle wurden 1981 die Linie 55 (kurz darauf mit der Linie 1 verknüpft) und 1983 die Linie 24 elektrifiziert, die aufgrund ihrer steilen Linienführung teils zu Problemen im Omnibusbetrieb geführt hatten.
1991 wurde der erste von insgesamt 60 Gelenkwagen vom Typ New Flyer E60 in Betrieb genommen und auf der Linie 31 eingesetzt. Hintergrund für diesen Einsatz war nicht die Fahrgastkapazität, sondern der eingebaute Rollstuhllift, der bereits durch die zuvor eingesetzten Dieselbusse angeboten werden konnte. 1995 wurde der Betrieb auf der Oberleitungsbuslinie 8 eingestellt, da ab diesem Zeitpunkt die F Line an der Oberfläche auf der Market Street zwischen dem Ferry Building und der Castro Station verkehrte. Ab 1999 wurde eine erneute Flottenerneuerung vorangetrieben, in dem zwei Prototypen des Typs ETI/Vossloh 14TrSF in Betrieb genommen wurden. Diese wurden zwischen 2001 und 2003 um 238 weitere Solotrolleybusse ergänzt, die die Flyer E800 ablösten. Die 33 Gelenkwagen des Typs ETI/Vossloh, die ab 2003 in Betrieb genommen wurden, ersetzten die Gelenkwagen aus den 1990er Jahren hingegen nur zum Teil.
Per 5. Dezember 2009 wurden Sparmaßnahmen umgesetzt, die dazu geführt haben, dass die O-Bus-Linien 4, 7 und 20 eingestellt sowie andere Linien gekürzt und Takte reduziert wurden. Die Linie 20 war erst 2007 zur Eröffnung der Linie T der Muni Metro eingeführt worden.
Anfang 2014 gab die Muni bekannt, sich einer Bestellung von New Flyer Xcelsior-Trolleybussen mit elektrischer Ausrüstung von Vossloh Kiepe für Seattle angeschlossen und 60 Gelenkwagen des Typs XT60 bestellt zu haben. Zum Fahrplanwechsel am 23. April 2016 führte die Muni Verstärkerfahrten mit Oberleitungsbussen bis California Street & Presidio Avenue auf der eigentlich mit Dieselbussen betriebenen Linie 2 ein.

## Linien

### Ehemalige
| Nr. | Name          | Inbetriebnahme | Einstellung   | Bemerkungen                                                                                               |
| --- | ------------- | -------------- | ------------- | --- |
| 04  | Sutter        | 21. Jan. 1951  | 5. Dez. 2009  | ab 2005 nur noch zur Hauptverkehrszeit                                                                    |
| 07  | Haight        | 3. Juli 1949   | 5. Dez. 2009  | ab 2005 nur noch zur Hauptverkehrszeit                                                                    |
| 08  | Market        | 3. Juli 1949   | 29. Dez. 1995 | durch Straßenbahnlinie F ersetzt                                                                          |
| 09  | Richland      | 18. März 1950  | 23. Aug. 1983 | größtenteils durch Linie 14 ersetzt                                                                       |
| 09  | San Bruno     | 1992           | 23. Sep. 2005 | fünf Kurse zur Morgenspitze                                                                               |
| 12  | Mission-Ocean | 18. Mai 1952   | 23. Aug. 1983 | teilweise durch Linie 49 ersetzt                                                                          |
| 20  | Columbus      | 2. Juli 2007   | 5. Dez. 2009  | |
| 47  | Van Ness      | 1951           | 9. Juni 2001  | durch Linie 49 ersetzt                                                                                    |
| 55  | Sacramento    | 1981           | 1982          | kurzzeitig O-Bus-Betrieb vor der Umnummerierung zur Linie 1                                               |
| 82  |               |                |               | Shuttle zur Hauptverkehrszeit in der Innenstadt aufgrund von Dieselbus-Knappheit anfangs der 1980er Jahre |
| 0E  | Union         | 9. Juni 1947   | 1. Feb. 1949  | ursprüngliche Linienbezeichnung der Linie 41                                                              |
| 0R  | Howard        | 7. Sep. 1941   | 28. März 1971 | ab 1947 mit Linie E kombiniert, zur Linie 12 umnummeriert                                                 |

### Heutige
| Nr. | Name             | Route                                                                | Inbetriebnahme | Bemerkungen                                                                                    |
| --- | ---------------- | -------------------------------------------------------------------- | -------------- | ---------------------------------------------------------------------------------------------- |
| 01  | California       | Drumm Street – California Street – 32nd Avenue                       | 21. Jan. 1981  | durch Zusammenlegung der Linien 1 und 55 (Omnibus) entstanden                                  |
| 02  | Clement          | Ferry Plaza – Sutter Street – California Street & Presidio Avenue    | 23. Apr. 2016  | Verstärkerfahrten der Omnibuslinie 2 zur Hauptverkehrszeit                                     |
| 03  | Jackson          | Sutter Street – Jackson Street – Walnut Street                       | 21. Jan. 1951  |                                                                                                |
| 05  | Fulton           | Transbay Terminal – Fulton Street – La Playa                         | 3. Juli 1949   | bis 1983 5 McAllister nur in Betrieb, wenn Linie 5R nicht verkehrt                             |
| 5R  | Fulton Rapid     | Transbay Terminal – Fulton Street – La Playa                         | 1. Nov. 2013   | beschleunigte Linie an Werktagen zwischen 7 und 19 Uhr bis 2015 5L Fulton Limited              |
| 06  | Haight/Parnassus | Ferry Plaza – Parnassus Street – Quintara Street                     | 3. Juli 1949   | bis 1983 6 Masonic, bis 2015 6 Parnassus zurzeit Ersatzverkehr mit Omnibussen                  |
| 14  | Mission          | Ferry Plaza – Mission Street – San Jose Avenue                       | 6. Jan. 1952   |                                                                                                |
| 21  | Hayes            | Ferry Plaza – Hayes Street – Saint Marys Hospital                    | 3. Jan. 1949   |                                                                                                |
| 22  | Fillmore         | 20th Station – Fillmore Street – Marina Boulevard                    | 16. Jan. 1949  | 24-Stunden-Betrieb                                                                             |
| 24  | Divisadero       | Jackson Street – Divisadero Street – Oakdale Palou Station           | 24. Aug. 1983  |                                                                                                |
| 30  | Stockton         | Caltrain Depot – Stockton Street – Jefferson Beach                   | 21. Jan. 1951  |                                                                                                |
| 31  | Balboa           | Ferry Plaza – Balboa Street – La Playa                               | 9. Juli 1993   | bis 1994 Mischbetrieb mit Omnibussen                                                           |
| 33  | Ashbury 18th     | Maple Street – Stanyan Street – Utah/25th Street                     | 6. Okt. 1935   | ursprünglich von der Market Street Railway betrieben, bis 1988 33 Ashbury, bis 2015 33 Stanyan |
| 41  | Union            | Main Street – Union Street – Lyon Street                             | 19. Juni 1947  | bis 1949 Linie E, seit dem 1. Oktober 1988 nur zur Hauptverkehrszeit                           |
| 45  | Union/Stockton   | Lyon Street – Union Street – Stockton Street – Caltrain Depot        | 1970er-Jahre   | bis 1988 45 Greenwich                                                                          |
| 49  | Van Ness/Mission | North Point Street – Van Ness Avenue – Mission Street – City College | 24. Aug. 1983  | Seit dem 1. April 2022 auf der Van Ness Avenue als BRT-Achse trassiert                         |

Der Endpunkt San Jose Avenue der Linie 14 liegt bereits in der Nachbarstadt Daly City.

## Fahrzeuge

### Aktuelle
Der aktuelle Fahrzeugpark setzt sich aus 185 Solo- und 93 Gelenkwagen zusammen.
| Nummern   | Stück | Hersteller | Elektrik      | Typ  | Art    | niederflurig | Baujahre  |
| --------- | ----- | ---------- | ------------- | ---- | ------ | ------------ | --------- |
| 7201–7260 | 60    | New Flyer  | Vossloh Kiepe | XT60 | Gelenk | ja           | 2015/2016 |
| 7261–7293 | 33    | New Flyer  | Vossloh Kiepe | XT60 | Gelenk | ja           | 2017/2018 |
| 5701–5885 | 185   | New Flyer  | Vossloh Kiepe | XT40 | Solo   | ja           | 2017–2019 |

### Ehemalige
Alle bisher ausrangierten Motorwagen waren Hochflurfahrzeuge.
| Nummern   | Stück | Hersteller                            | Elektrik         | Typ      | Art    | Baujahre  | Ausrangierung | Anmerkungen                                                                          |
| --------- | ----- | ------------------------------------- | ---------------- | -------- | ------ | --------- | ------------- | ------------------------------------------------------------------------------------ |
| 51–59     | 9     | J. G. Brill Company                   |                  | T40      | Solo   | 1935/1936 |               | Betriebsnummern bei der Market Street Railway bis 1944                               |
| 501–509   | 9     | St. Louis Car Company                 |                  | Job 1704 | Solo   | 1939      |               | Nr. 506 heute Museumswagen, nicht betriebsfähig                                      |
| 510–525   | 16    | St. Louis Car Company                 |                  | Job 1731 | Solo   | 1947      | 1977          |                                                                                      |
| 526–549   | 14    | Marmon-Herrington                     |                  | TC-40    | Solo   | 1948      | 1977          |                                                                                      |
| 550–569   | 20    | Marmon-Herrington                     |                  | TC-44    | Solo   | 1948      | 1977          | 5 Fahrzeuge an den Oberleitungsbus Mexiko-Stadt verkauft                             |
| 570–659   | 90    | Twin Coach                            |                  | 44-TTW   | Solo   | 1949/1950 | 1977          | Nr. 614 heute beim Illinois Railway Museum                                           |
| 660–739   | 80    | Marmon-Herrington                     |                  | TC-44    | Solo   | 1948/1949 | 1977          | 47 Fahrzeuge an den Oberleitungsbus Mexiko-Stadt verkauft                            |
| 740–849   | 110   | Marmon-Herrington                     | General Electric | TC-48    | Solo   | 1950/1951 | 1977          | Nr. 776 heute Museumswagen 28 Fahrzeuge an den Oberleitungsbus Mexiko-Stadt verkauft |
| 850–889   | 40    | St. Louis Car Company                 |                  | Job 1767 | Solo   | 1951      | 1977          | 32 Fahrzeuge an den Oberleitungsbus Mexiko-Stadt verkauft                            |
| 5001+5002 | 2     | Flyer                                 | General Electric | E700A    | Solo   | 1972/1973 | 1999          | Prototypen, als Nr. 890 und Nr. 5200 in Betrieb genommen                             |
| 5003–5345 | 343   | Flyer                                 | General Electric | E800     | Solo   | 1976/1977 | 1991–2007     | Nr. 5300 heute Museumswagen Nr. 5148 heute beim Seashore Trolley Museum              |
| 7000–7059 | 60    | New Flyer                             | General Electric | E60      | Gelenk | 1993/1994 | 2005–2015     | Nr. 7000 Prototyp mit Baujahr 1992 Nr. 7031 heute Museumswagen                       |
| 7101–7133 | 33    | Electric Transit Incorporated / Škoda | Kiepe            | 15TrSF   | Gelenk | 2004      | 2015/2016     | Nr. 7101 Prototyp mit Baujahr 2000                                                   |
| 5401–5640 | 240   | Electric Transit Incorporated / Škoda | Kiepe            | 14TrSF   | Solo   | 1999–2003 | 2019          | Nr. 5538 heute Museumswagen                                                          |

### Bilder

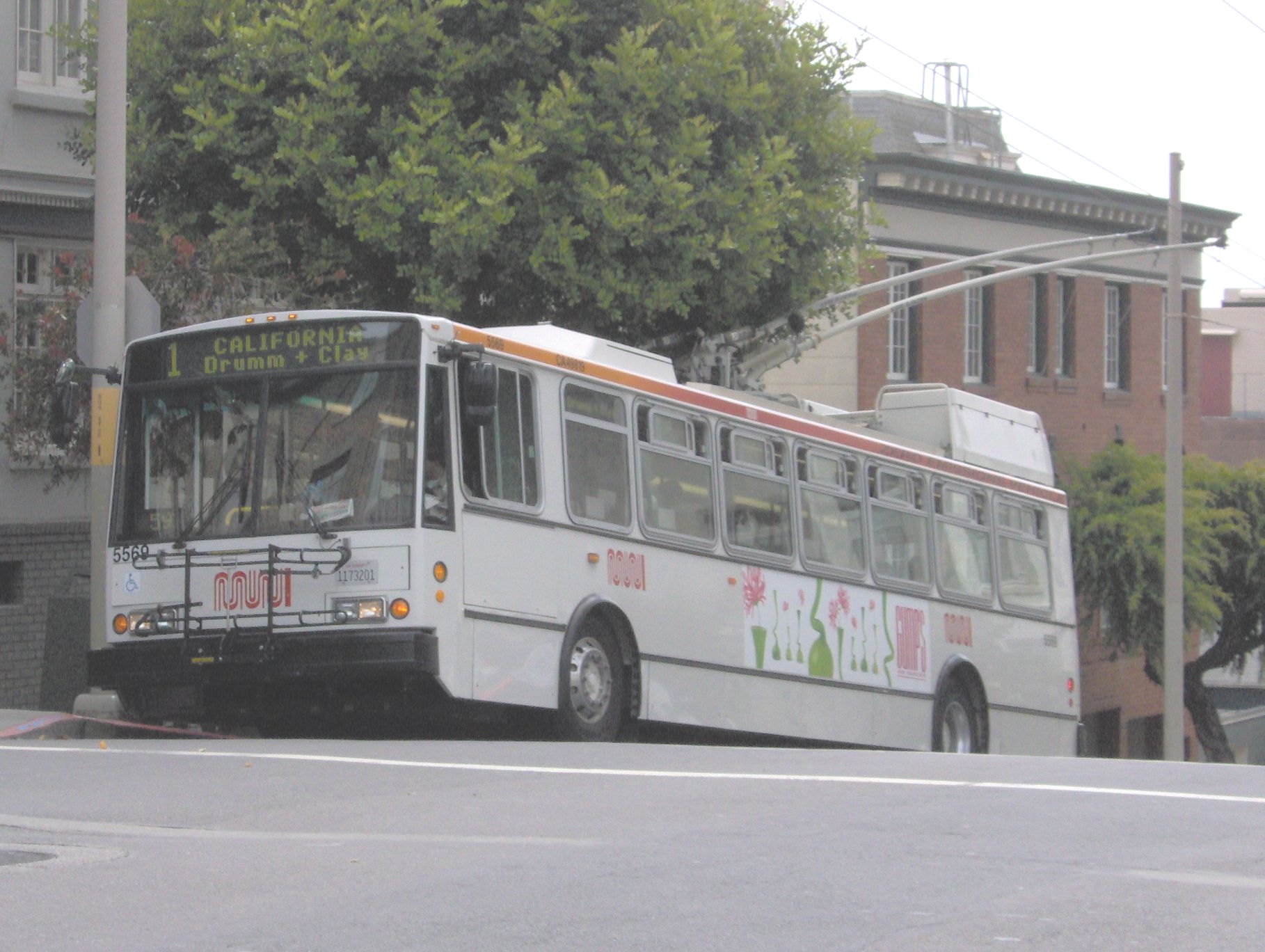
Wagen 5569 des Typs 14TrSF auf Linie 1, typisch sind die starken Steigungen
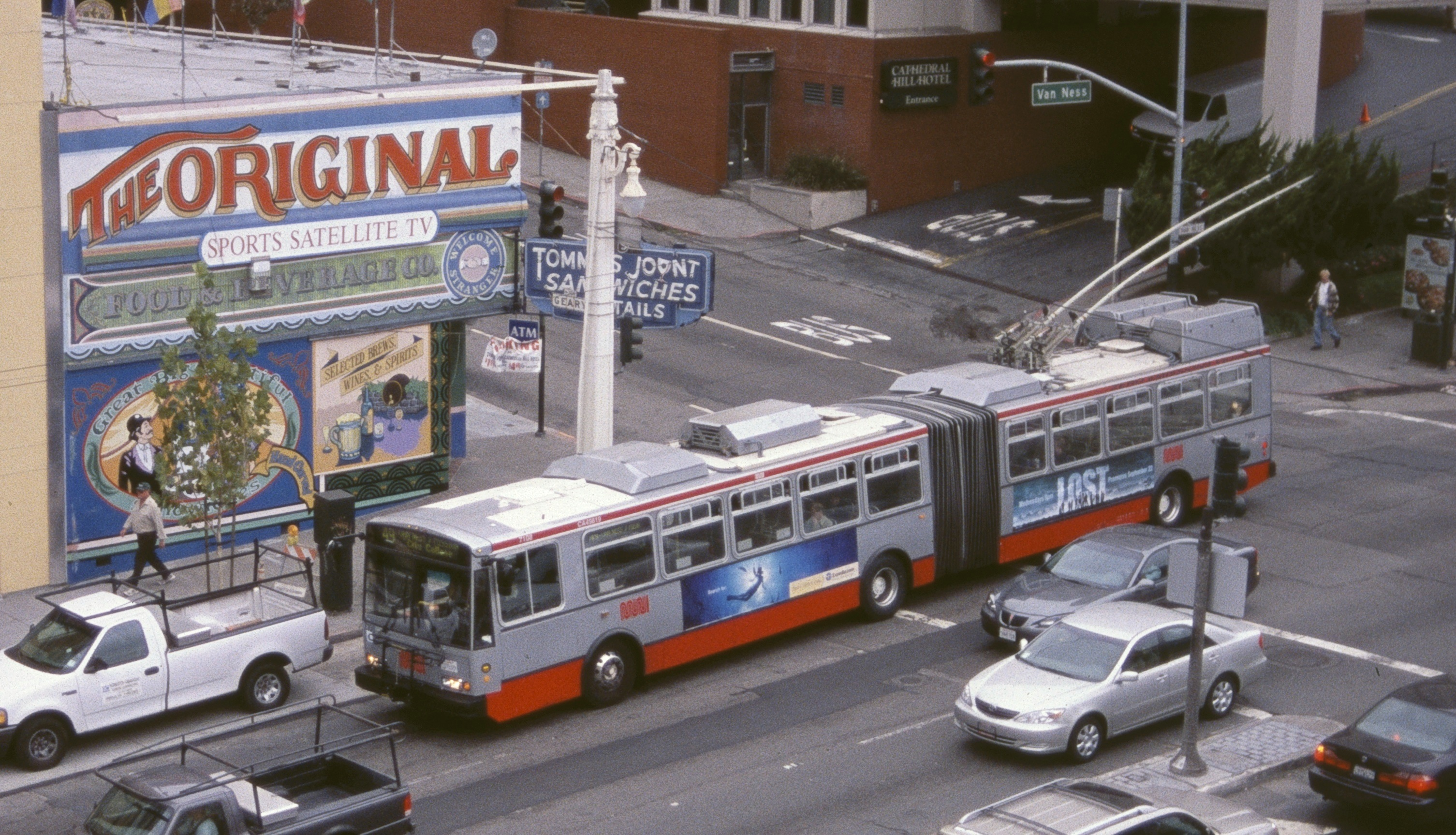
Gelenkwagen 7108 in der 2008 eingeführten neuen Lackierung
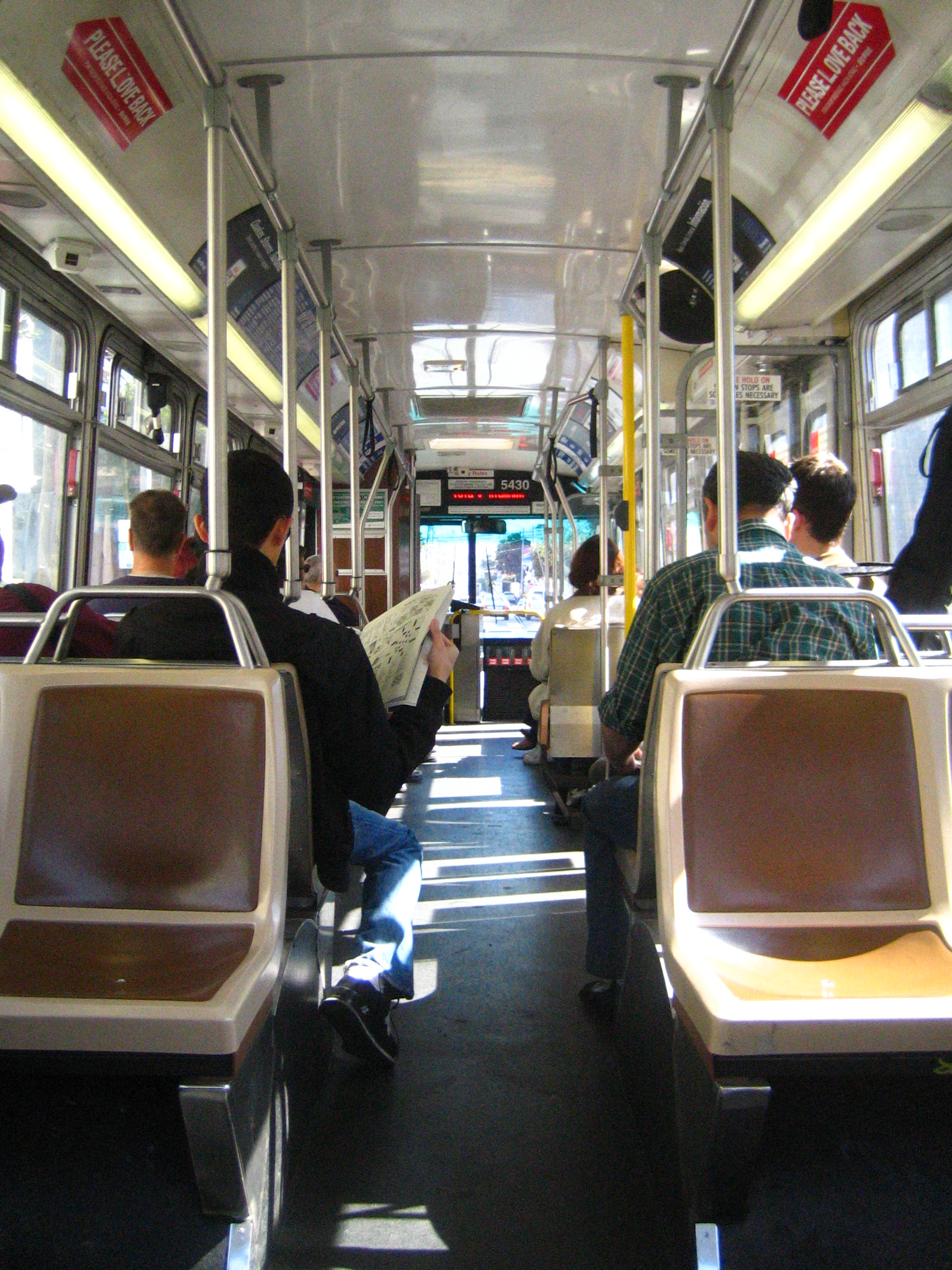
Inneneinrichtung eines 14TrSF
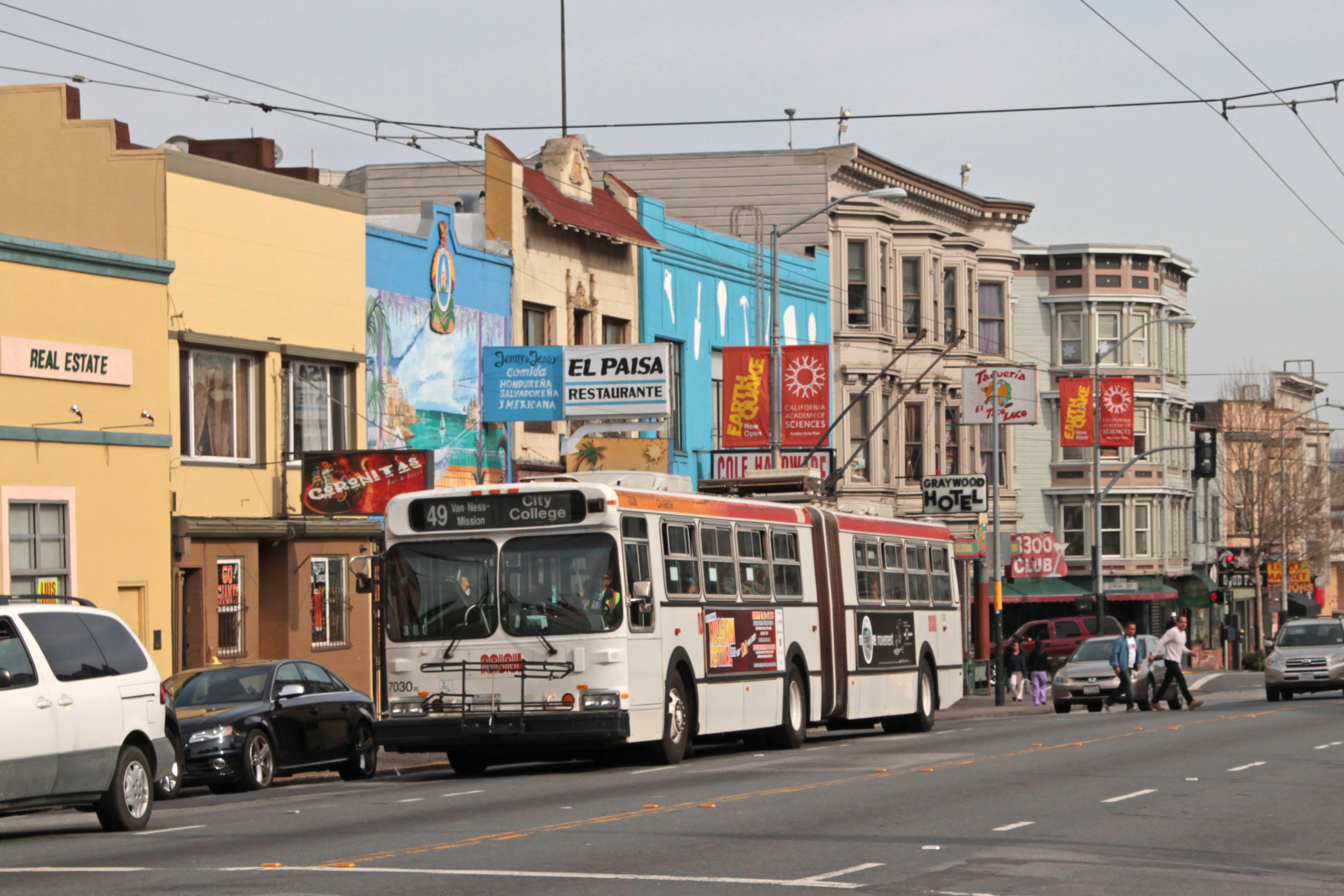
Die New Flyer E60, hier 7030, waren die ersten Gelenk-Oberleitungsbusse San Franciscos
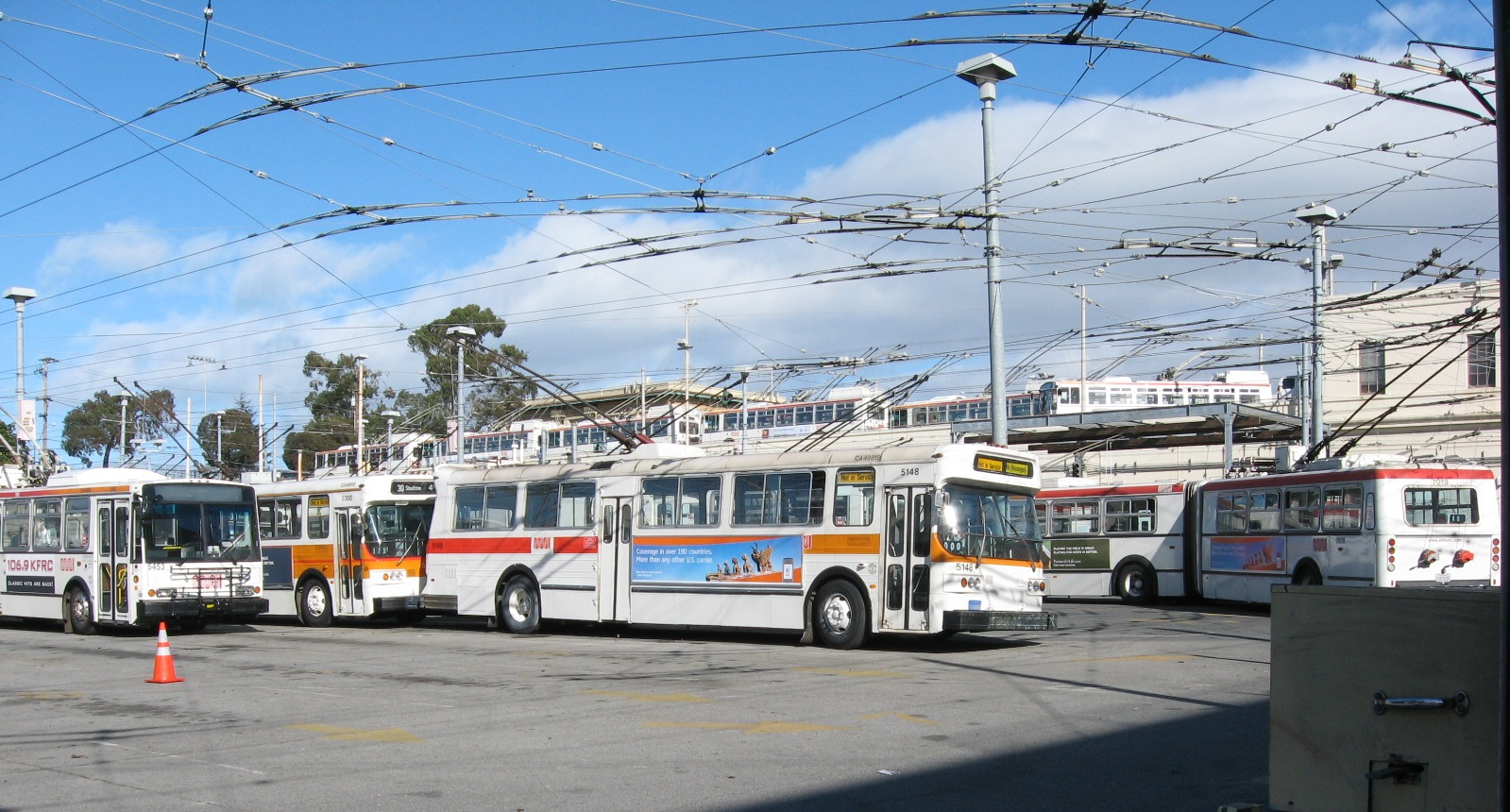
Im Depot, seit 2007 außer Betrieb sind die Flyer-Solowagen des Typs E800, im Vordergrund Nummer 5148 im Jahr 2008